# Rakieta fotograficzna

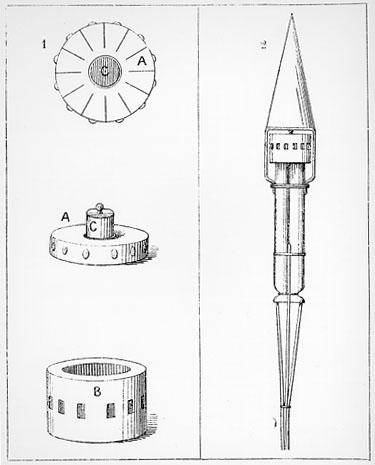
Rakieta fotograficzna projektu Amédée Denisse z 1888 r.

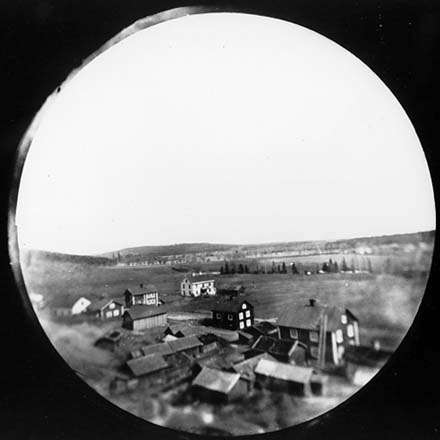
Zdjęcie wykonane za pomocą rakiety fotograficznej przez Alfreda Nobla. Karlskoga (Szwecja), 1897 r.

Rakieta fotograficzna (fotorakieta) – urządzenie w postaci rakiety zaopatrzonej w aparat fotograficzny służące do wykonywania fotografii z powietrza, głównie w celach wywiadowczych.

## Konstrukcja
Uwaga: Opis opiera się na artykule prasowym z 1912 r. i dotyczy tylko jednego z wielu wariantów tego typu rakiet.
Według opisu z 1912 r. zamieszczonego w tygodniku Nowości Ilustrowane do spodu rakiety – mającej kształt „długiej strzały opatrzonej na końcu lotkami” – przytwierdzony był aparat fotograficzny, zaopatrzony w spadochron. Rakieta wystrzelona z wyrzutni wzlatywała na dużą wysokość, a po osiągnięciu określonego pułapu wybuchała, co powodowało otwarcie migawki aparatu fotograficznego, który wykonywał zdjęcie obserwowanego rejonu. Aparat spadał ze spadochronem i na ziemi był odbierany bez uszkodzeń. Fotografie można było wykonywać także w nocy dzięki zastosowaniu magnezji.

## Zastosowanie
Rakiety fotograficzne wykorzystywane były między innymi w cesarskiej armii niemieckiej do celów zwiadowczych, ich użycie odnotowano też w trakcie I wojny bałkańskiej.